# Единство
Еди́нство (др.-греч. ενότητα, лат. Unitas) — взаимосвязь определённых предметов, процессов, которая образует целостную систему взаимодействия, внутренне устойчивую в изменениях и в то же время включающуюся в более широкую систему, в конечном счете, — в составе бесконечного во времени и пространстве мира.
Материализм рассматривает единство мира, единство всех многообразных явлений как факт, который доказывается всей историей познания и деятельности людей в их материальности.
Идеализм объясняет единство явлений только как идеальное единство, как результат целесообразной деятельности человека (духа, Бога).

## Философия

### Ранняя античная философия
Единство мира и знания в ранней античной философии принимается как самоочевидный и не требующий доказательства факт. Единство является исходной предпосылкой всех построений. Началом рассмотрения всеобщего единства всех явлений является материальное первоначало, из которого состоит весь мир, окружающий человека и сам человек. Многообразие мира представляет собой различные видоизменения одних и тех же стихий или сочетание одних и тех же частиц. Основанием и сущностью единства мира и явлений является всеобщее первоначало, которое, как правило, воспринимается в чём-то телесном, чувственно-воспринимаемым (вода, воздух, огонь и пр.). Например, согласно Демокриту, воспринимаемое чувствами, имеет свою основу в единстве состава любой вещи — в атомах. Пифагор заложил основы количественно-математического объяснения единства, Платон делает акцент не только на логической стороне вопроса. В конце концов единое приравнивается к бестелесной идее и данным в чувствах многообразием. Аристотель старался объединить традиции античного материализма с некоторыми положениями идеалистической диалектики Платона. Он определил несколько значений понятия единство. Стараясь найти всеобщее определение понятию он склонился к пифагорейско-платоновской традиции, определяя «…сущность единого — в том, что оно известным образом представляет собой начало числа».

### Философия Нового времени
Определение понятия единство в философии Нового времени встала очень остро, как проблема единства мышления и действительности. Борьба между материалистическим и идеалистическим направлениями отражалась непосредственным образом на постановке вопроса и принимала самые разные формы (например, единство Бога и человека в Богочеловеке и т. д.). Центр проблем обнаружился в споре о том, где находится основание единства теоретического знания: во всеобщей связи материальных явлений, или в имманентной природе познавательной способности субъекта. Кант определяет категорию единство в первую очередь субъективно-психологически. Гегель объясняет единство, как универсально-логическую категорию, относящуюся так же и к вещам вне сознания, которые принимаются только, как продукт деятельности абсолютного мышления. Он объясняет единство как тождество явлений, как единство различного и противоположного, которое осуществляется путём их превращения друг в друга, как переход противоположностей, который осуществляется беспрерывно в процессе развития. В этом понимании единство осуществляется через свою собственную противоположность — через различие и противоположность.

### Философия настоящего
Единство мира и знания распознается как изменение в "личном восприятии" окружающего мира.   
Каждая наука включает в свой предмет определенное единство многообразных явлений, самостоятельную сферу действительности, развивающуюся по своим специфическим законам.

## Религии и мировоззрения
См. Монотеизм